# Salchad
Salchad, arabisch صلخد Salchad, DMG Ṣalḫad, ist der Hauptort eines Distrikts im Gouvernement as-Suwaida im Süden von Syrien. Die Kleinstadt wird von einem Hügel mit den Resten einer ayyubidischen Festung überragt.

## Lage
Salchad liegt im Bergland des Dschebel ad-Duruz im Hauran-Gebiet. Der Ort breitet sich ansteigend ab etwa 1330 Meter Höhe am Südhang eines alten, 1420 Meter hohen basaltischen Vulkankegels aus. Die Entfernung von Damaskus beträgt knapp 130 Kilometer, die nächstgelegenen Städte sind as-Suwaida etwa 28 Kilometer nordwestlich und Bosra, 22 Kilometer im Westen. Die Grenze zu Jordanien liegt 15 Kilometer südlich.

## Geschichte
Im Alten Testament wird der Ort Salcha genannt, der im Land Baschan liegt, das von König Og regiert wird (5. Mose 3, 10; Josua 12, 5 und 13, 11; 1. Chronik 5, 11). Nach der Eroberung durch Mose lag demnach Salcha an der Ostgrenze des israelitischen Herrschaftsgebietes.
Ab dem 2. Jahrhundert v. Chr. gehörte Salchad zum nördlichen Einflussbereich der Nabatäer. 106 n. Chr. verloren diese ihre unabhängige Herrschaft an das Römische Reich und der Ort gehörte nun zur römischen Provinz Arabia Petraea. Es folgte die byzantinische Herrschaft, während der über Weinanbau in der fruchtbaren Gegend berichtet wird, der auch nach der muslimischen Eroberung im 7. Jahrhundert weiter betrieben wurde. Das Gebiet geriet in den Machtbereich des arabischen Beduinenstammes der Banū Hilāl. Der Ort hatte Bedeutung als Durchgangsstation für Kamelkarawanen auf der Route durch die syrische Wüste bis nach Bagdad.
Die erste Befestigungsanlage wurde 1073/74 durch den fatimidischen Kalifen al-Mustansir errichtet. Während der Kreuzzüge revoltierte der Mamluke Altuntasch von Salchad gegen die Herrschaft von Mu'in ad-Din Unur in Damaskus und verbündete sich mit dem Königreich Jerusalem, das 1146 gegen den Gouverneur von Damaskus marschierte. Dieser bildete 1147 eine Allianz mit dem Zengiden-Herrscher Nur ad-Din von Aleppo. Die beiden Heere belagerten die Festungen von Salchad und Bosra, bis sich die Kreuzfahrer zurückzogen.
Einer der Söhne Saladins, al-Afdal (1171– um 1218) übernahm nach dem Tod seines Vaters und der Teilung des Reiches 1193 die Herrschaft über Damaskus, was Südsyrien und Palästina einschloss. Nachdem er sich als unfähig erwiesen hatte, wurde die Herrschaft von seinem Bruder al-Aziz übernommen, bevor es zu Machtkämpfen mit Abu-Bakr, einem anderen Bruder kam. Al-Afdal bekam 1196 Salchad als Residenz zugewiesen.
Die heute sichtbaren Reste der Burg stammen überwiegend von 1214 bis 1247 aus ayyubidischer Zeit. Zusammen mit der Festung von Bosra sollte Salchad die Grenze zum Königreich Jerusalem sichern. 1277 ließ der mamlukische Sultan Baibars I. die wohl teilweise zerstörte Burg wiederherstellen.
Seit Ende des 17. Jahrhunderts wanderten Drusen aus dem Libanon in das nach ihnen benannte Bergland ein. Besonders ab der Mitte des 19. Jahrhunderts ließen sich in einer zweiten Einwanderungswelle Drusen aus dem Libanon, Palästina und aus der Region um Aleppo nieder. Salchad wurde wie die übrigen Orte der Region in dieser Zeit neu gegründet. 1858 siedelten kurzzeitig einige Drusen, deren Ernte von Heuschrecken gefressen wurde. Ab etwa 1860 hatte sich eine größere Zahl von Bauern permanent niedergelassen, mehrheitlich Drusen, ferner einige Christen und Muslime. Salchad wurde der größte Ort im Süden des Berglandes, um den sich bald 14 Weiler gruppierten.
Während des Osmanischen Reiches übten mehrere Familienclans eine feudale Herrschaft in der Region aus. An ihrer Spitze stand der Hamdan-Familienclan, der 1868 seine traditionelle Führungsrolle an die Familie al-Atrasch abgeben musste. Die Atrasch-Familie stammt aus dem Halabi-Clan, der etwa in den 1830er Jahren in das Bergland kam.
1904 fand Howard Crosby Butler als Leiter der amerikanischen Princeton-Expedition in Salchad eine türkische Garnison von 150 Mann stationiert. Er zeigte sich von den nur noch geringen Säulenresten einer mutmaßlichen römischen Kolonnadenstraße enttäuscht, die in die modernen Wohnhäuser eingemauert waren.
In der französischen Mandatszeit ging der stärkste syrisch-nationale Widerstand von den Drusengebieten um as-Suwaida aus. Diese waren auch zur osmanischen Zeit nie vollständig unter Regierungskontrolle und wehrten sich nun gegen die Einmischung der Franzosen in ihre inneren Angelegenheiten. Im April und Juni 1925 versuchten drei Drusen-Delegationen vergeblich, mit dem französischen Hochkommissar Maurice Sarrail zu verhandeln. Nachdem sie abgewiesen worden waren, griffen die Drusen unter der Führung von Sultan al-Atrasch, der aus dem Dorf al-Qrayya etwa 15 Kilometer nordwestlich von Salchad stammte, am 20. Juli 1925 den Ort an. Am nächsten Tag brachen französische Truppen, bestehend aus sieben Offizieren und 166 Mann, von as-Suwaida Richtung Salchad auf. Sie wurden von überlegenen Drusenmilizen aufgerieben, weniger als 70 Mann kehrten nach as-Suwaida zurück. Am 2. August wurde eine 3000 Mann starke französische Truppe (63 Offiziere, 840 Franzosen anderer Dienstgrade, der größere Rest waren Madagassen und Syrer) auf dem Weg von Izra' nach as-Suwaida angegriffen und zurückgeschlagen. Den Drusen fiel außerdem der Nachschub mit Waffen, Munition und Proviant in die Hände. Nach Salchad hielten sie nun auch die Provinzhauptstadt as-Suwaida für fast ein Jahr besetzt. Die von hier ausgegangenen Unruhen dauerten an verschiedenen Orten des Landes bis Anfang 1928.
Um 1940 hatte der Marktort etwa 1900 Einwohner, ein Hotel, eine Tankstelle und eine Post.

## Stadtbild
Es gibt keine Oberflächengewässer in der Gegend. Die Wasserversorgung erfolgt aus Brunnen und traditionell aus Zisternen (Birchet), in denen im Winter und Frühjahr Regenwasser für die trockenen Sommermonate gesammelt wird.
Die Festung liegt im Vulkankrater. Sie befindet sich insgesamt in schlechtem Zustand, wobei einige Teile der Außenmauern und der Glacis gesichert wurden. Bis in die 1990er Jahre wurde die Anlage von den syrischen Streitkräften genutzt; deren Gebäudereste sind innerhalb der Burg verblieben. Zwei Breschen in der Außenmauer stammen von französischen Luftangriffen.
In der Ortsmitte ist ein sechseckiges Minarett aus ayyubidischer Zeit erhalten. Es besteht aus schwarzem Basalt und ist durch zwei weiße Kalksteinbänder mit Kalligrafien gegliedert. Es sind ferner einige ayyubidische Grabmäler mit reich gestalteten Inschriften zu sehen. Die Kleinstadt dehnt sich mit mehrgeschossigen Neubauten bis in die am Fuß des Burghügels gelegenen Ackerebenen aus.